# Mali Plavnik
Mali Plavnik – wyspa w Chorwacji, na Morzu Adriatyckim, w zatoce Kvarner. Leży nieopodal wyspy Plavnik. Jej powierzchnia wynosi 5,5 ha, a długość linii brzegowej 1,074 km.